# ویلیام دیکی
ویلیام دیکی (انگلیسی: William Dickey; ۲۰ اکتبر ۱۸۷۴ – ۱۳ مهٔ ۱۹۴۴) شیرجه‌رو اهل ایالات متحده آمریکا بود.